# Catedral de Querétaro
La catedral de Querétaro o Antic Oratori de Sant Felip Neri és un temple religiós catòlic construït per la Congregació de l'Oratori de Sant Felip Neri. Està ubicat en el centre de la ciutat de Santiago de Querétaro.

## Història
L'edifici es va aixecar entre els anys 1786 i 1804, per la Congregació de l'Oratori de Sant Felip Neri, a petició del pare Martín de San Cayetano. Fou beneïda pel pare Miguel Hidalgo, el 19 de setembre de 1805.
Abandonat per l'ordre de la zona, el bisbe i historiador Francisco Banegas y Galván va demanar a la Santa Seu la donació del temple per a la creació de la catedral i el seminari, fet que va ser autoritzat i al 1921 el temple fou declarat catedral pel Papa Benet XV, esdevenint consagrada al 1931.

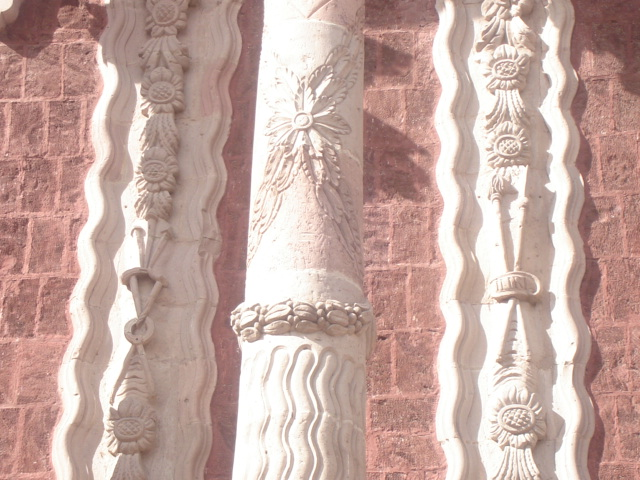
Detall de les columnes.